# استان واکا دیز
استان واکا دیز (انگلیسی: Vaca Díez Province) یکی از استان‌های بولیوی در بولیوی است که در استان بنی واقع شده‌است.